# Pré-en-Pail
Pré-en-Pail is een plaats en voormalige gemeente in het Franse departement Mayenne (regio Pays de la Loire) en telt 2128 inwoners (2004). De plaats maakt deel uit van het arrondissement Mayenne. Op 1 januari 2016 is Pré-en-Pail gefuseerd met de gemeente Saint-Samson tot de gemeente Pré-en-Pail-Saint-Samson.

## Geografie
De oppervlakte van Pré-en-Pail bedraagt 44,9 km², de bevolkingsdichtheid is 47,4 inwoners per km².
De onderstaande kaart toont de ligging van Pré-en-Pail met de belangrijkste infrastructuur en aangrenzende gemeenten.

## Demografie
Onderstaande figuur toont het verloop van het inwonertal (bron: INSEE-tellingen).

1. ↑  Populations légales 2018.